# Chems Eddine Amar

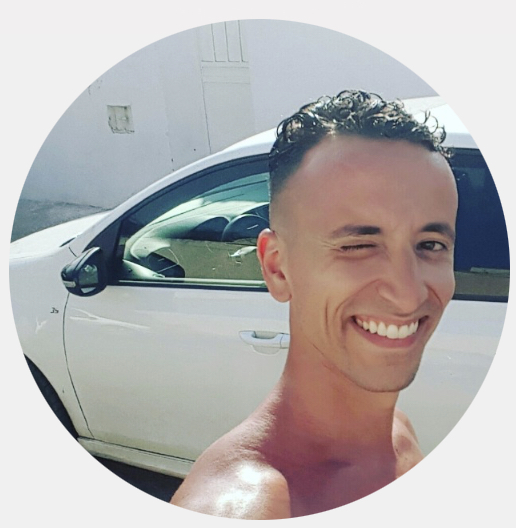
Chems Eddine Amar

Chems Eddine Amar (ook Chemseddine Amar; Amsterdam, 22 december 1987) is een Nederlands acteur van Algerijnse afkomst. Hij is als acteur bekend van de film Wolf (2013), de televisieserie SpangaS (2007-2010) en de tv-film Assepoester: Een modern sprookje (2014).

## Filmografie
- Gemeinsame Normdatei: 106252182X
- International Standard Name Identifier: 0000 0001 3362 8097
- Virtual International Authority File: 311725899
- WorldCat: E39PBJcgypBpwmfJwcvrF7QjG3